# Susan Polgar
Susan Polgar (tidligere Zsuzsanna Polgár) (født 19. april 1969 i Budapest, Ungarn), er en ungarsk-født, amerikansk skakspiller. Hun er tidligere verdensmester for kvinder og var den første kvinde som opnåede stormester-titlen ud fra sine resultater i turneringsskak. Hun blev den 26. juli 2007 valgt til bestyrelsen i det amerikanske skakforbund, United States Chess Federation. Hun skriver desuden skakbøger, har sat verdensrekorder i antal simultanpartier spillet på en gang og i træk og leder Susan Polgar Institute of Chess Excellence på Texas Tech University.

## Biografi

### Den ældste af Polgar-søstrene
Susans far, László Polgár, skrev en bog, Nevelj zsenit!, om at opdrage børn til at blive genier ud fra tesen at "Genier fødes ikke, de skabes". Han ønskede at afprøve sine teorier i praksis og søgte en ægtefælle som ville hjælpe ham. Han fandt Klara, en skolelærer i en ungarsk-talende del af Ukraine i det daværende Sovjetunionen. Han giftede sig med hende i Moskva og tog hende med hjem til Ungarn. Her fik de tre børn, Susan og hendes lillesøstre Zsófia og Judit. Forældrene valgte skak som feltet, børnene skulle blive genier i, og hyrede trænere til at hjælpe dem på vej. Faren er en middelstærk skakspiller men en stærk teoretiker med at kæmpe skakbibliotek. Ud over skak lærte han børnene kunstsproget esperanto.

### Nr. et som 15-årig
Allerede som fireårig vandt Zsuzsanna Budapest-mesterskabet for piger under 11 med ti sejre ud af ti mulige. Da hun var 15, blev hun den højest ratede kvindelige skakspiller på verdensskakforbundet FIDEs rangliste.
Susan blev den murbrækker, som førte kvinder ind i mændenes skakverden, da hun ved at blive nr. to i det ungarske mesterskab som 17-årige kvalificerede sig til at deltage i mændenes VM-cyklus. Men hun blev forhindret i at deltage med henvisning til, at hun kunne deltage i kvindernes VM. Hun ønskede at hævde sig på højeste plan, og advokater og fans lagde pres på FIDE, som til sidst gav efter og tillod at hun kunne deltage i "drengenes" Juniorverdensmesterskab. Siden da har alle turneringer for mænd været åbne for kvinder.

### Stormester
I januar 1991 blev Susan Polgar den første kvinde som opnåede stormester-titlen gennem det almindelige kvalifikationssystem, dvs. opnåede normer til titlen i hårde alle-mod-alle-turneringer mod mænd. I december samme år fulgte lillesøster Judit efter som den anden stormester i familien, og den på det tidspunkt yngste stormester i skakhistorien.
I 1992 besluttede hun sig for at gå efter kvindernes VM-titel. I sit første forsøg blev hun slået ud efter lodtrækning, da hun spillede lige med Nana Ioseliani fra Georgien. 
I 1995 giftede hun sig med Jacob Shutzman, flyttede til New York, USA og udskiftede sit ungarske fornavn Zsuzsanna ud med Susan.

### Verdensmester 1996-1999
På det tidspunkt var hun i gang med den næste VM-cyklus, hvor hun nåede frem til en kamp om titlen 1996. Her vandt hun over den regerende mester, Xie Jun fra Kina. Derefter skulle hun have forsvaret sin titel mod Xie Jun i 1998, men fik den udsat pga. graviditet. Derefter fastsatte FIDE en match, som Polgar protesterede mod af tre grunde: Dels var det for kort tid efter, hun havde født, dels skulle matchen foregå udelukkende i hendes modstanders hjemland, Kina, og dels var pengepræmien for lav i forhold til FIDEs egne regler. FIDE valgte herefter at afsætte Polgar som verdensmester og inviterede til en VM-match mellem Xie Jun og Alisa Galliamova, Rusland, som førstnævnte vandt. Susan Polgar sagsøgte FIDE ved Den internationale sportsdomstol (CAS) i Lausanne, Schweiz. Hun frafaldt senere sagen mod at FIDE betalte hendes advokatomkostninger. Da Xie Jun havde fået titlen, kunne de ikke give den tilbage til Polgar, som siden ikke har deltaget i et VM for kvinder.

### Promovering af skak
Susan Polgar tror, at det er sundt for børn og unge at lære skak, og gør derfor en del ud af at promovere skak – ikke mindst i USA, hvor man i modsætning til Europa dårligt kan leve af at være skakspiller.
Hun skriver en daglig blog på http://susanpolgar.blogspot.com/.
Hun leder Susan Polgar Institute of Chess Excellence på Texas Tech University, som blev etableret i 2007. 
I 2005 satte hun en stribe verdensrekorder i simultanskak. Først og fremmest spillede hun 326 partier på en gang, hvilket var fem mere end den hidtidige rekord.